# 1417

## Esdeveniments
Països Catalans
Resta del món
- El capítol catedralici de Girona decideix construir la catedral amb una sola nau.
- 27 de juliol – El papa Benet XIII és deposat, posant fi al Gran Cisma d'Occident.

## Naixements
Països Catalans
Resta del món

## Necrològiques
Països Catalans
Resta del món
- 26 de setembre, Constança: Francesco Zabarella, cardenal i canonista italià.